# 19477 Teresajentz
19477 Teresajentz è un asteroide della fascia principale. Scoperto nel 1998, presenta un'orbita caratterizzata da un semiasse maggiore pari a 2,9297592 UA e da un'eccentricità di 0,0817700, inclinata di 3,23897° rispetto all'eclittica.